# Kaňovice
Kaňovice es una localidad del distrito de Zlín en la región de Zlín, República Checa, con una población estimada a principio del año 2018 de 287 habitantes. 
Se encuentra ubicada en el centro-este de la región, al sureste de Praga, cerca de la frontera con Eslovaquia.